# Tegula lividomaculata
Tegula lividomaculata är en snäckart som först beskrevs av C. B. Adams 1845.  Tegula lividomaculata ingår i släktet Tegula och familjen pärlemorsnäckor. Inga underarter finns listade i Catalogue of Life.